# Miroslav Starý
Miroslav Starý (17. května 1945 – 29. července 2025) byl český fotbalový trenér.

## Trenérská kariéra
V československé lize vedl Slavii Praha jako hlavní trenér v 15 zápasech na podzim 1981. Tamtéž byl i asistentem trenéra Milana Máčaly (jaro 1982, 1982/83 a 1983/84, v ročníku 1983/84 společně s Josefem Zadinou) a Tomáše Pospíchala (1987/88 společně s Vlastimilem Petrželou). V pražské Spartě byl jako asistent u dvou titulů mistra Československa (1989/90 jako asistent Jozefa Jarabinského a 1990/91 jako asistent Václava Ježka na podzim 1990 a Dušana Uhrina st. na jaře 1991) a jednoho druhého místa (1991/92 jako asistent Dušana Uhrina st.).
Ve druhé lize vedl FK Viktoria Žižkov, SK Xaverov Praha a FC Portal Příbram. V České fotbalové lize byl trenérem SK Český Brod a B-mužstva Sparty Praha, kde trénoval mj. Tomáše Rosického. Trénoval také menší oddíly.
V sezoně 2017/18 působil jako hlavní trenér mladšího dorostu U-16 v FK Slavoj Vyšehrad.